# 헤알 SC
헤알 SC(Real Sport Clube)는 캄페오나투 데 포르투갈에 참가하는 포르투갈 축구단이며, 1951년에 창단되었다.

## 선수 명단

### 현역
참고: FIFA 자격 규정에 따라 소속된 국가대표팀 국기를 표시합니다. 선수는 복수의 FIFA 비회원국 국적을 가지고 있을 수 있습니다.
| 번호 | 포지션 | 국적            | 이름                |
| ---- | ------ | --------------- | ------------------- |
| 8    | FW     | 카보베르데      | 발락                |
| 27   | DF     | 가나            | 압둘 이브라힘       |
| 42   | FW     | 상투메 프린시페 | 마르쿠스 바르베이루 |

| 번호 | 포지션 | 국적       | 이름          |
| ---- | ------ | ---------- | ------------- |
| 77   | DF     | 감비아     | 무스타파 코르 |
| 80   | MF     | 기니비사우 | 퀸티노        |